# Спайк (Пийнътс)
Спайк (Spike) е името на най-често появяващия се брат от поредицата карикатури Фъстъци на Чарлс М. Шулц.
Външният вид на Спайк е подобен на този на Снупи, но е по-тънък, има постоянен „заспал“ поглед. Той има мустаци и мека шапка. Спайк живее в пустинята близо до Нийдълс, Калифорния. От време на време се появява с останалите главни герои на поредицата карикатури, най-вече със Снупи. Неговите приятели са главно безименни кактуси. Когато е дебютът му, е разкрито защо теглото му е под нормата- живее с койоти и работата му е да чисти бърлогата им. Временно е кучето на Рирън в I want a Dog for Christmas, Charlie Brown, участва и в анимационния телевизионен епизод It’s the Girl in the Red Truck, Charlie Brown, където е главният герой.
Също като Снупи е отгледан в Daisy Hill Puppy Farm. Другите му братя и сестри са рядко появяващите се Анди, Бел, Марбълс и Олаф. Други двама- Моли и Роувър- участват в специален епизод, но никога в карикатурите.
Спайк винаги има някакъв недообмислен план. През 1976 той е спасен от Снупи и част от приятелите не Удсток от койоти. Последните са му вбесени, защото се опитва да им продаде апартаменти, които обикновено се строят по плажовете, в пустинята в Нийдълс. През 1983 Снупи бива убеден заради писмо от Спайк, че Олимпийските игри от 1984 са преместени от Лос Анджелис в Нийдълс. Снупи, разбира се, осъзнава, че твърдението е невярно, след като Спайк му споменава, че неговият „приятел“, кактус, му споделил този слух. Последното му голямо участие е от 1994, когато той и братята му Олаф и Анди посещават Снупи в болницата. Напускат я бързо, след като Снупи се оправя.
Спайк е част от карикатурите спорадично.